# Ini II.
Mershepsesre Ini  ali Ini II. je bil faraon pozne Trinajste dinastije, morda 46. vladar te dinastije. Vladal je v Gornjem Egiptu sredi 17. stoletja pr. n. št.

## Dokazi
Ini II. je dokazan na enem samem napisu, klesanem v spodnjo polovico kipa iz templja Amon-Raja v Karnaku. V rimskem obdobju je bil kip prenešen v Izidin tempelj v Beneventu, Italija, kjer so ga izkopali leta 1957. Kip je zdaj v lokalnem Muzeju del Sanio. 
Ini II. bi lahko bil dokazan tudi v 16. vrstici 8. kolone Torinskega seznama kraljev, ki se bere  "Mer...re". Če je prepozbavanje pravilno, je bil Ini II. 46. faraon Trinajste dinastije. Kim Ryholt meni, da  "Mer...re"  na Torinskem seznamu kraljev pomeni faraona  Mersekemre Neferhotepa II., katerega razlikuje od Mersekemre Ineda. Ini II. je vsekakor vladal proti koncu Trinajste dinastije.

## Kronološki položaj
Natančen kronološki položaj Mershepsesre Inijs je nezanesljiv. Kim Ryholt v svoji rekonstrukciji drugega vmesnega obdobja Egipta kronološkega položaja Inija II. zaradi pomanjkanja podatkov sploh ne opredeljuje. V preurejenem  seznamu faraonov drugega vmesnega obdobja je njegov predhodnik Mentuhotep V., njegov naslednik pa Neferhotep II. Jürgen von Beckerath meni, da je bil "Mer...re" s Torinskega seznama kraljev predhodnik Ini II., Inijev naslednik pa Merheperre.